# Storia di Calangianus

Lo stemma del Giudicato di Gallura

La storia di Calangianus, cittadina gallurese nota per il titolo di capitale del sughero, si estende fino ai giorni nostri, a partire dal paleolitico.

## Origini del nome
Le origini del nome di Calangianus sono oscure ed irrisolte, e vari studiosi hanno affacciato ipotesi diverse e suggestive. Prime tra tutte le ipotesi di un'origine romana, in quanto il suffisso anus o ana rivela, in Sardegna, diversi casi di origine da latifondi romani. Secondo altri studi, tra i più plausibili, la divinità Giano (dal latino Janus) era quella maggiormente venerata in Gallura, non a caso diversi sono i nomi di località con tale suffisso, in relazione al culto pagano. Qui di seguito, le varie ipotesi:
1. Abbiamo anzitutto un'ipotesi di origine romana, quella probabilmente più accertata. Il nome Calangiani è stato identificato in un oppidum romano associato alla cittadina. L'oppidum Calangiani è, secondo altri studi, identificato in Calonianus. Il toponimo deriverebbe appunto dal dio Giano.[2]Enrico Besta ne ipotizzò, nel 1908, l'origine da ville o fondi del latifondo romano, al fine di sostenere che l'antico nome latino della località sarebbe stato Fundus Calami (dal latino, fondo di canne). Don Francesco Amadu ipotizzò l'origine del nome da cala o gala, vocaboli usati prima dell'occupazione romana, a significare "anfratto" o "riparo".[1]
2. Secondo un'altra interpretazione, il nome sarebbe un termine latino derivato da calinius, calenius, 'calonius o calangius, con suffisso -ianus, con significato "abitanti di un fondo".[3]
3. Il nome di Calangianus, secondo gli studi dello storico F. Corona (Calangianus. Monografia storica), deriverebbe da cala ’e granis, cioè “cala del granito”.[4]
4. Secondo altre ipotesi, la forma Calangianus deriverebbe dal nome logudorese "caragna", che contraddistingue una pianta (secondo alcuni è il nome antico della carota), da cui Caragnanus, cioè "luogo delle Caragne".[5]
5. Nel 1162 è citata la chiesa di Santi Jacobi de Calegnano dalla bolla di Papa Alessandro III, ed in età aragonese è citato come Villa Calanjanus.[6]
6. Il Miglior vede nel nome di Calangianus una derivazione araba: Kalangiàn-galanga-Kalangian (nomi di alcune radici usate come condimento).[1]Particolare della tomba dei giganti di Pascaredda.

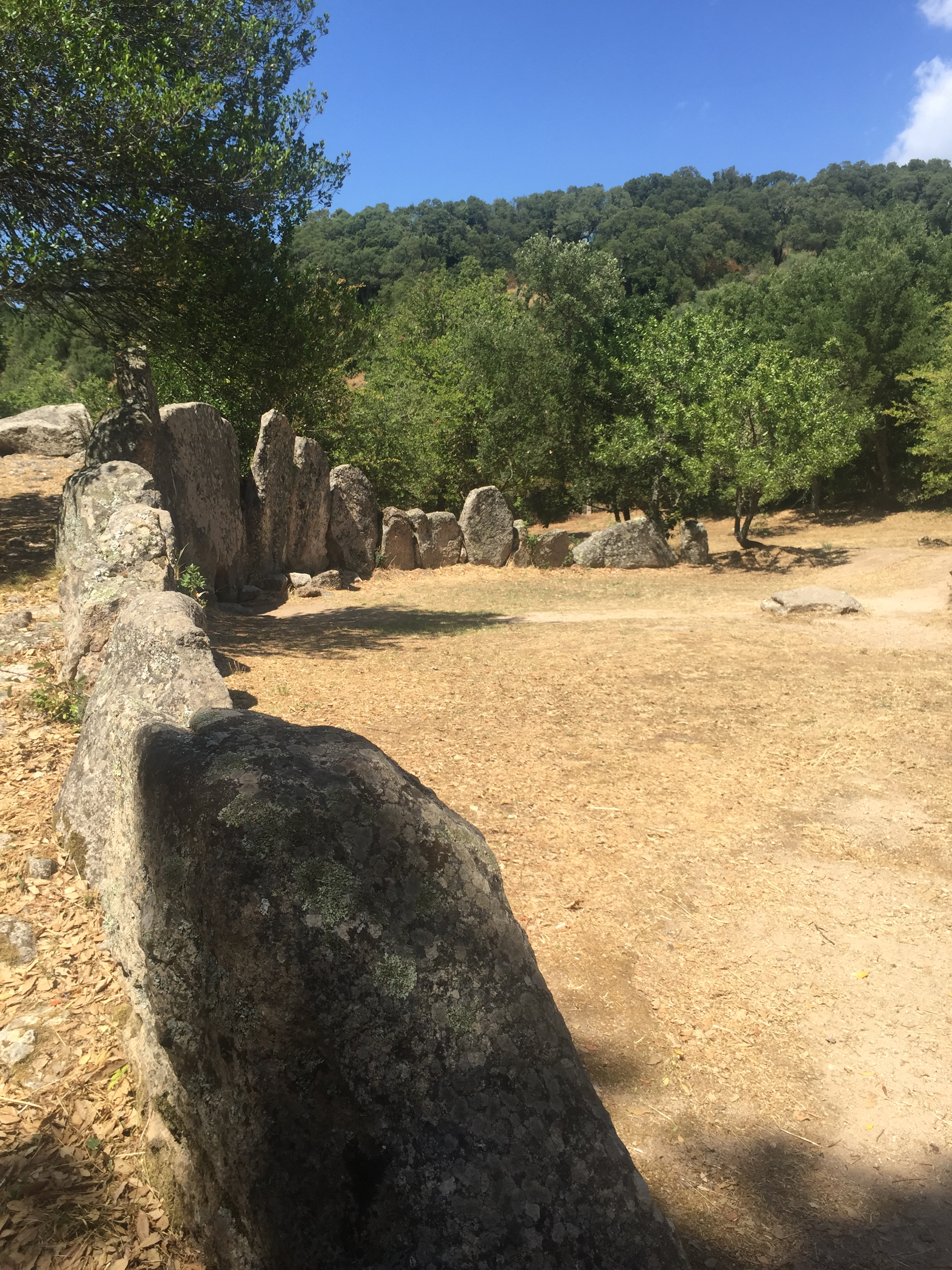
Particolare della tomba dei giganti di Pascaredda.

## Preistoria
Calangianus sorge su una altura che dovette essere ideale per l'insediamento preistorico e protostorico. Un elenco ufficiale del Ministero della Pubblica Istruzione registrava anni fa 11 nuraghi e 2 tombe di giganti in agro di Calangianus. Le tombe dei giganti, di cui una perfettamente conservata, si trovano l'una presso il rio Santu Paulu, l'altra presso Pascaredda.
Nel territorio di Calangianus la presenza dell'uomo nuragico risale al 2000 a.C., ciò è dimostrato dai reperti archeologici nelle grotte di Monti biancu e Li conchi. Alcuni nuraghi risalgono all'età del bronzo, nuraghe Agnu, Monti di deu e Laicheddhu ancora in piedi, mentre nuraghe Casteddhu, Pulgatoriu, Pastinacciu, Paolucciu, San Leonardo quasi del tutto distrutti. Inoltre a questo periodo appartengono anche i due monumenti megalitici meglio conservati, la tomba dei giganti in località Pascaredda e la funtana di Li paladini. In epoca preistorica risulta abitato, come testimoniano vari ritrovamenti archeologici, già nell'età del rame.

## Periodo punico e romano

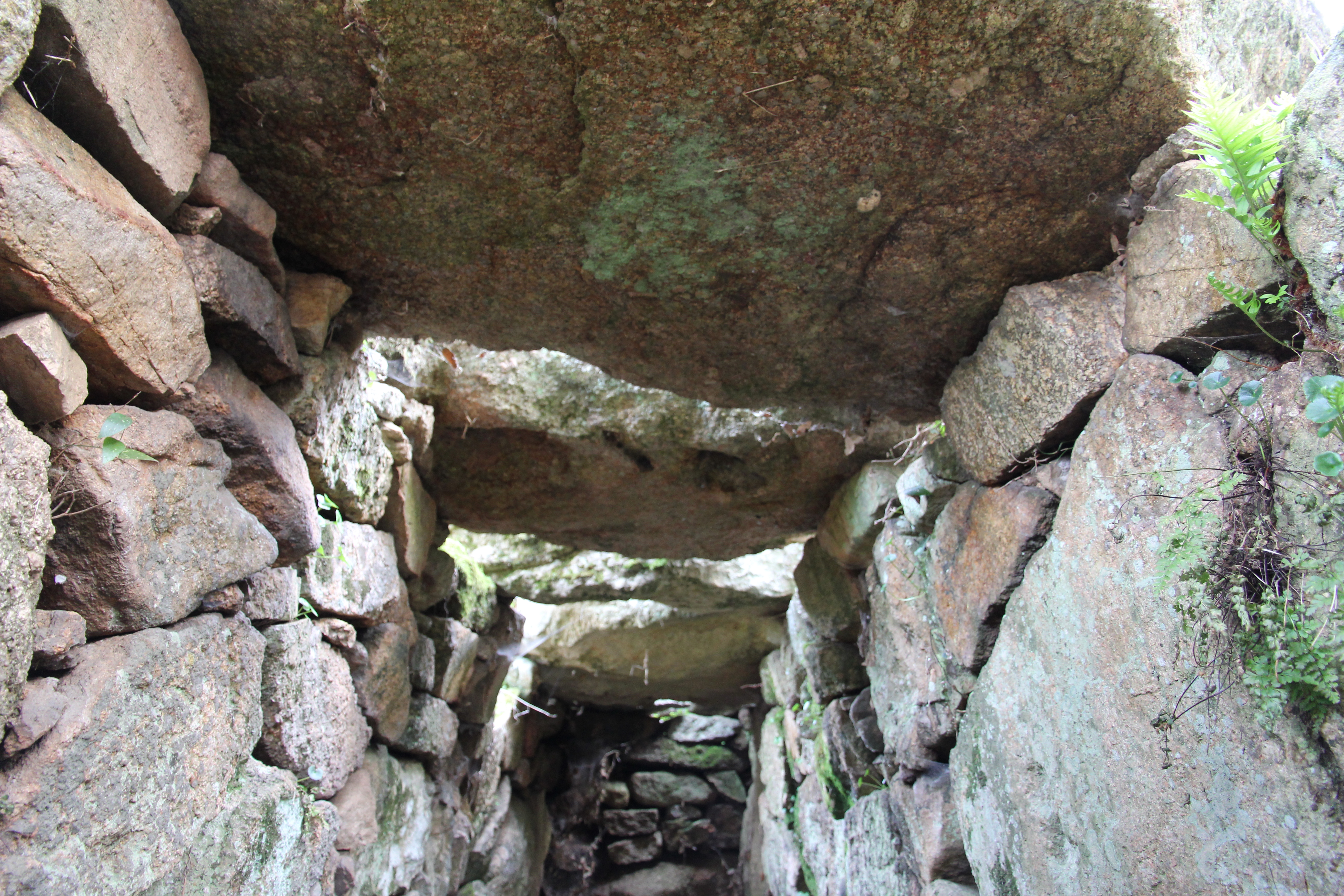
Tomba dei giganti di Pascaredda

Insediamenti abitativi dovevano trovarsi presso Calangianus nel periodo romano, sull'itinerario sulle strade per Olbia (via Tertium, dove si trova l'odierna Telti) e Tibula (l'odierna Castelsardo), da dove proseguiva per Turris Libisonis (oggi Porto Torres).
Secondo diversi documenti, il nome di Calangianus deriva da Calonianus, dalla divinità Janus.
Sono stati trovati a Calangianus diversi resti romani:
- Tracce di strada romana in località Lu Stazzareddu. Ne rimane un tratto lungo il percorso dell'attuale mulattiera, nella traccia della via per Tibula. Altre tracce si trovano più a nord, verso Arzachena.
- Tracce della strada romana per Tibula. Evidenti sono le tracce della via Romana che, staccandosi da quella Caralis-Olbia, si avviava verso Tibula. Il percorso è evidente per una via mulattiera.
- Strada di età romana verso Tibula in località Monti Nieddu.
- Resti di fonderie di età romana per la lavorazione del ferro.
- Rovine romane in località Razzucciu sotto il Monti Biancu, tra cui i resti di una vedetta di età romana e le fondamenta di una casa trapezoidale. Altrove, nella medesima località, è stato trovato un corridoio con pareti scalpellate nel granito, con pavimento granitico e resti animali.
- Nella camera maggiore del nuraghe Agnu è stata trovata un'anfora romana.
- A Monti di Deu è stato trovato un busto femminile di Demetra.

## Periodo medioevale
Sono presenti resti di antiche abitazioni intorno alla chiesa diroccata di Santa Margherita, di periodo alto medioevale. Abbiamo qualche indizio, nel Basso Medioevo, proveniente dagli archivi vaticani: risale al 1162 una bolla di papa Alessandro III che affida alle cure del clero di San Lorenzo di Genova la «Capella Sancti Jacobi del Calegnano». Si colloca in questo periodo la fuga, verso Calangianus, del nucleo abitato presso San Giovanni sul Liscia. Su questa antichissima tradizione i calangianesi considerano loro quella lontana chiesetta campestre (a 25 km da Calangianus), dove festeggiano San Giovanni Battista, il 24 giugno di ogni anno. Secondo altri studi, è ritenuta quella la vera posizione di Calangianus alle origini. Una significativa conferma viene dall'ogliastrino Andrea Lusso, pittore, che dipinse nel 1597 il quadro dell'Assunta per la chiesa parrocchiale prendendo a modello un affresco dei fratelli Zuccari in Trinità dei Monti, a Roma. L'artista attribuì ad un apostolo le sembianze del Battista, evidenziando insieme la patrona della parrocchia, santa Giusta, martire sarda. Il centro abitato situava anticamente in località Santa Margherita, ove sorgeva la chiesa alto medioevale. In seguito il centro venne spostato e cominciò a svilupparsi nell'attuale centro storico, nel colle Santa Justa, portando allo stato di abbandono l'antico centro.

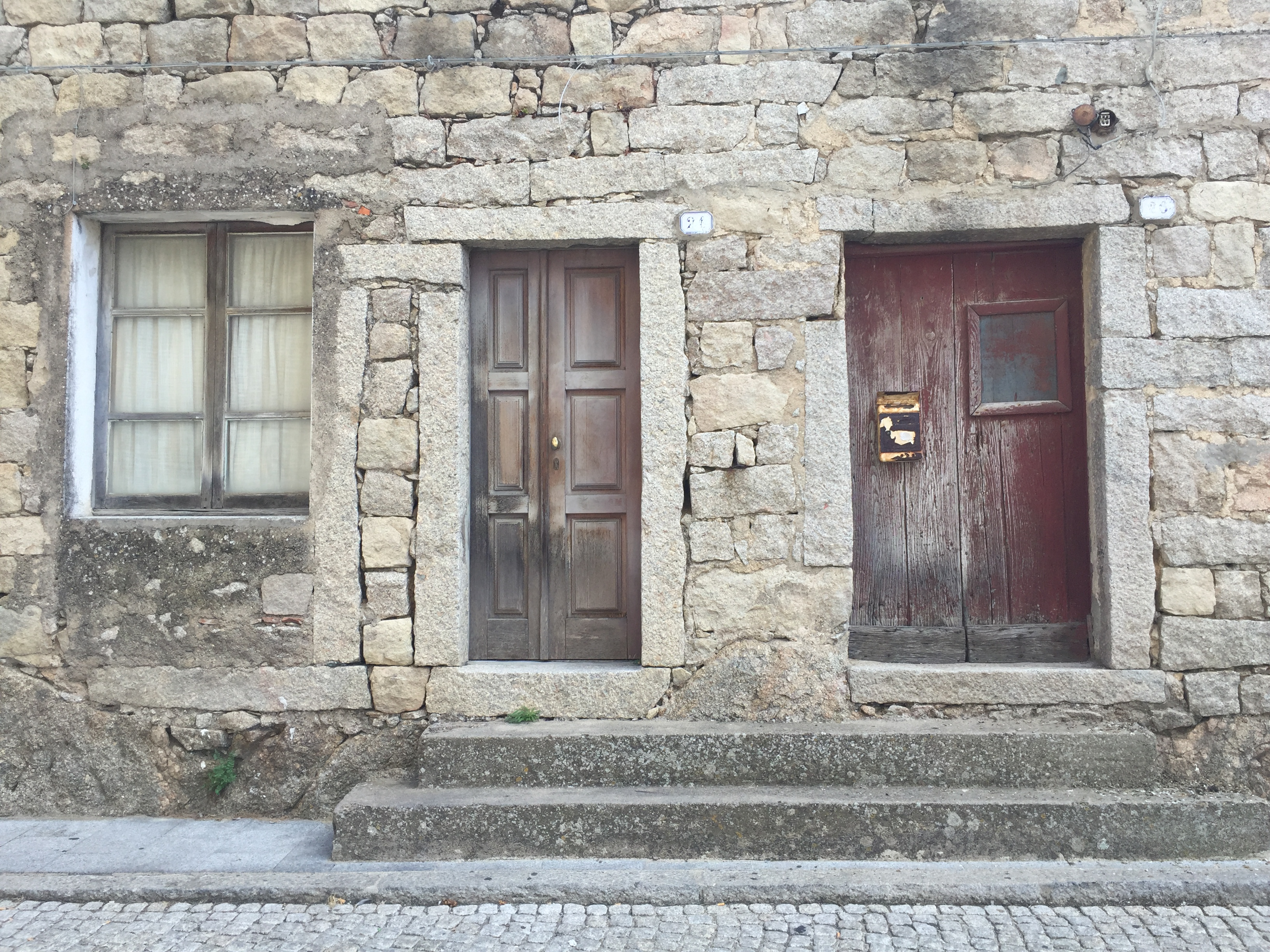
Particolare abitazione storica in granito nel centro storico di Calangianus, nel rione La Contra.

La cittadina apparteneva al giudicato di Gallura e nel 1324 fu annessa al Regno di Sardegna, anche se la sua conquista da parte di Raimondo de Cardona avvenne solo nel 1330, anno in cui fu concessa in feudo a Guglielmo Pujalt. Nel 1347 il feudo passò a Giovanni d’Arborea il quale, essendo stato imprigionato l’anno successivo dal fratello Mariano IV, lo passò alla moglie Sibilla di Montcada. Durante la seconda guerra tra Regno di Sardegna e il Giudicato di Arborea il centro fu occupato da quest’ultimo nel 1365 fino al 1420, quando tornò a far parte del Regno di Sardegna.
Sotto la dominazione Aragonese, Calangianus venne conquistata in seguito alla vittoria della battaglia di Sanluri (precedentemente, dopo la morte di Nino Visconti, divenne parte del comune di Pisa in seguito al crollo del giudicato di Gallura, così come tutto il giudicato). Riconosciuto in eredità ai Carròs, fu unito al feudo di Fundimonte e, per effetto del matrimonio tra Beatrice Carròs con Pietro Maza de Liçana, passò in mano a quest’ultimo nel 1479. Si hanno notizie su Calangianus in un documento aragonese del 1358, facente parte del Compartiment de Sardenia, in cui il re Pietro IV aveva ordinato una descrizione delle ville possedute in Sardegna dagli aragonesi, nella quale specifica "Villa Calanianus est siduada en la curatoria de Gemini Josso. Calajanus sagons le coern damunt dit deu pagar lanj per data en diners £3 s. £10". A tale data risalgono le testimonianze certe di un primo centro abitato, che non superava tuttavia i 60 abitanti. Dalle descrizioni del trattato, al tempo Calajanus rappresentava uno dei centri più piccoli dell'intero Giudicato di Gallura. Tuttavia, questo modesto insediamento sopravvisse alle pestilenze che flagellarono la Gallura e distrussero molti centri consistenti. Tuttavia, la Gallura passa un brutto periodo, soffrendo le conseguenze di un malgoverno, aggravate dalle pestilenze che si verificano in 400 anni, a partire dal 1323, ben 7 volte assieme a 4 carestie (di cui una nel 1376, la quale sterminò intere popolazioni in Gallura). Dopo una contesa familiare passò nel 1571 ai Portugal e nel 1630, in seguito al matrimonio tra l’ultima erede Giovanna e Rodrigo de Silva principe di Melito, il feudo fu unito a quello di Orani. In questo primo periodo la Villa di Calangianus ebbe un modesto sviluppo demografico, e conobbe addirittura una variazione in meno di 212 unità tra il 1678 ed il 1728, passando da 1 340  a 1 128 abitanti. I motivi storici dello spopolamento sono tuttora ignoti, considerato l'incremento delle altre ville della curatoria. Tuttavia è verificabile attraverso un ritiro, verso le campagne dell'attuale agro di Calangianus, di pastori dediti alla principale attività dell'epoca in quello che è un modello di vita pastorale: lo stazzo (ciò è spiegato dai numerosi nuclei di case sparse e stazzi in tutto l'agro attuale). Uno studio delle classi calangianesi vede una popolazione povera e poco propensa all'espansione, per quanto la Villa nel 1751 conti 1 283 abitanti (l'incremento è sempre inferiore a quello delle altre ville della curatoria). Infatti, i tributi da cedere erano tantissimi e sarà sufficiente una ridotta esemplificazione di diversi comuni a far capire in quali condizioni miserrime viveva la popolazione calangianese, per quanto potesse rappresentare il centro principale del giudicato assieme a Tempio Pausania.
Un consistente flusso migratorio di genti calangianesi e tempiesi avvenne nella seconda metà del XVII secolo, a favore della Villa di Terranova (l'attuale Olbia). Infatti, siccome l'attività principale della gente calangianese era la pastorizia, il commercio per mezzo dell'attività portuale affascinava molti. Si deve proprio a questo fenomeno migratorio la diffusione della parlata gallurese nella parte orientale della Gallura.
Le attività della Villa di Calangianus rimasero l'agricoltura e la pastorizia, in quella che è una realtà completamente diversa da quella del resto del Giudicato di Gallura: la popolazione calangianese rappresentava il secondo centro del Giudicato, ma anche tra quelli dove regnava maggior malessere.

## Periodo sabaudo e Regno d'Italia
(Alfonso La Marmora)

Stazione SFSS di Calangianus, 1923.

I segni del futuro di Calangianus si intravedono negli anni a cavallo tra l'Ottocento e il Novecento, tra l'unità d'Italia, la belle époque e la prima guerra mondiale. La popolazione, stabilizzata sui 2 000 abitanti, tende ad incrementare un'intensa attività mercantile.
In seguito alla guerra di successione spagnola, il trattato di Utrecht nel 1713 cede il regno di Sardegna all'Austria e, durante l'invasione spagnola successiva, Calangianus rimase illeso, costituendo nella Gallura un punto di stallo. Nel 1718, in seguito al trattato di Londra, Vittorio Amedeo II cederà all'Austria la Sicilia in cambio della Sardegna. Il passaggio della Gallura ai nuovi dominatori non ha prodotto, almeno per tutto il Settecento, alcun miglioramento. La Gallura, che è in questo periodo la zona meno popolata della Sardegna, soffre più di qualunque altra realtà le conseguenze della spaventosa arretratezza della realtà sarda nei confronti di quella del resto d'Europa. Le condizioni peggiori tra le ville dell'antico giudicato si verificano a Calangianus. Una lunga serie di tumulti fa prevalere il banditismo, dando inizio in Gallura ad una interminabile catena di omicidi (i pastori nullatenenti rispondevano spesso a fucilate alle richieste degli esattori) che troverà soluzione parziale solo con la fine del feudalesimo. Inoltre, per tutto il XVIII secolo e per buona parte di quello successivo, le calamità naturali completano il quadro negativo di una Gallura stremata e completamente alla fame. Rilevante è però la diversità gallurese delle genti, sparse per tutto il territorio nei vari stazzi, colpite da un forte senso di individualismo (all'epoca se ne contano 3000 in tutta la Gallura).
La Villa di Calangianus fu protagonista di funeste vicende, che si scatenarono con l'odio tra le diverse famiglie per la contesa della città (le sanguinose "innimistai", in gallurese) e dure contese contro le ville di Luras e Tempio per il circostante agrario. A causa della prevalsa di anarchia e di disagio tra il centro e le comunità di case sparse nel territorio quali San Leonardo, Calangianus non presenta molte testimonianze edilizie di pregio riguardanti il Settecento.
Calangianus otterrà l'autonomia nel 1771, assieme a Tempio, Terranova (oggi Olbia), Luras, Aggius, Bortigiadas e Nuchis. In contemporanea, Calangianus entrerà a far parte della X Divisione di Sassari durante il Regno di Sardegna e sarà centro amministrativo di mandamento nella provincia di Tempio, amministrando i comuni vicini di Luras e Nuchis.
Con la riforma amministrativa (decreto Rattazzi n.3702 del 23 ottobre 1859) e l'unità d'Italia viene ridotto il numero delle province e la Sardegna viene divisa in sole due province (Cagliari e Sassari). Calangianus entrerà a far parte della provincia di Sassari. Nella provincia di Sassari, Calangianus sarà il capoluogo dell'omonimo mandamento, comprendente Luras e Nuchis, nel cui censimento conterà 1 176 abitanti (anno 1848).
Nonostante Calangianus diventi l'effettiva capitale del sughero nel Novecento, l'avventura sugheriera comincia in realtà nel 1851, quando sorse nel paese il primo stabilimento industriale per la lavorazione del sughero, la quale comincerà col tempo a dare fortuna a diverse famiglie calangianesi. Nella seconda metà del XIX secolo e nei primi decenni del Novecento la lavorazione del sughero prende il sopravvento a Calangianus, consentendo investimenti produttivi ed instaurando le radici di quella che fu una realtà troppo trascurata nei secoli, ma cresciuta esponenzialmente fino a diventare la ruota motrice dell'economia gallurese. L'iniziativa fu di un dinamico imprenditore del posto, Marco Corda, che susseguì l'attività di diversi imprenditori francesi che, a Calangianus, investirono nel 1830 sull'estrazione del sughero, dapprima attuata sotto forma di attività pirata a solo scopo estetico. Al momento dell'Unità d'Italia l'industria sugheriera aveva già modificato la struttura produttiva di Calangianus, che cominciava a ruotare intorno al sughero, portatore di prosperità. Questo benessere giovava però ad una piccola parte del ceto, formata dai proprietari di vaste estensioni boschive: le sugherete erano tutte di proprietà di privati, avendo un incendio del Municipio distrutto ogni carta che potesse comprovare l'ubicazione dei terreni comunali. Lo spirito di iniziativa, insieme con intuizioni puntuali della realtà europea toccata dalla rivoluzione industriale, favoriva la volontà di gestire, tutta in casa, la nuova fase della lavorazione del sughero. Già esiste una discreta produzione di tappi, esportati in Italia e all'estero ed apprezzatissimi per la loro qualità. L'isolamento di Calangianus rispetto alla Spagna concorrente portò seri problemi, alleviati leggermente dall'inaugurazione di nuove linee di comunicazione come la ferrovia Monti-Tempio. La soluzione arrivò entro decenni, nonostante l'eccezionale rappresentanza politica di Calangianus che poteva vantare nei cinquant'anni post-unitari. Due di questi, Niccolò Ferracciu e Pietro Lissia, fecero parte del Governo italiano. Intanto la crescita demografica proseguì regolarmente fino al 1861 (2 194 abitanti), salvo una flessione nel 1855 a causa del colera, che registrò a Calangianus 43 morti.
Nel 1881 inizia a Calangianus la costruzione del cimitero, e nel 1883 nasce la banda musicale.
Nel 1888 viene inaugurata la ferrovia per Monti. Il tracciato della ferrovia partiva da Tempio Pausania, per poi raggiungere Nuchis, Luras e Calangianus. Tutte e tre le stazioni erano e sono situate nel territorio di Calangianus.

## XX-XXI secolo

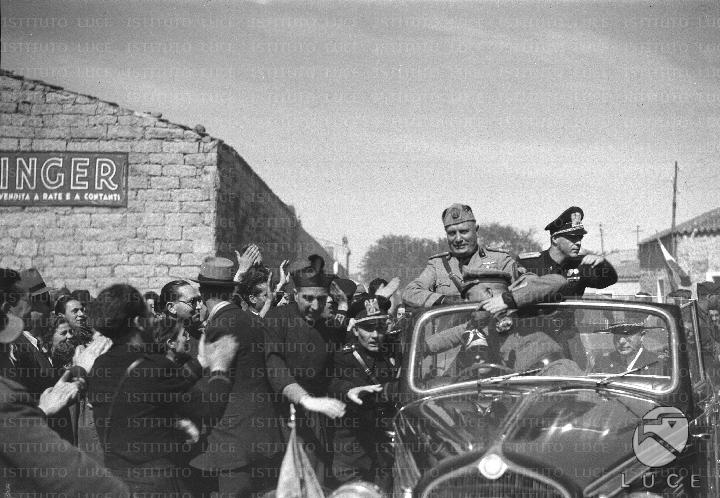
Il duce Benito Mussolini saluta la folla di Calangianus, 12 maggio 1942.

Il primo decennio del XX secolo è fortemente caratterizzato, a partire dal successo del tappo da sughero calangianese all'Esposizione Internazionale di Milano nel 1900: Calangianus diventerà capitale di mandamento e sede di prefettura. Inoltre, contribuiscono allo sviluppo: il rilancio della banda musicale, l'incremento delle varie discipline sportive dall'atletica leggera al calcio, l'attività commerciale ai quali si aggiunge l'attività maiuscola del padre Bonaventura (dal restauro della parrocchiale all'opera pionieristica nel settore agro-pastorale e alla pubblicazione, nel 1907, della monografia di Calangianus). Alla crescita del Novecento corrisponde l'ingrandimento dell'area urbanizzata, che si espande intorno al vecchio nucleo. Segue la creazione di una moltitudine di opere pubbliche: l'acquedotto, il progetto del caseggiato scolastico dovuto all'ingegnere Pietro Corda, la rete di illuminazione pubblica a gas, le strade interne e quelle vicinali, l'asilo infantile. Il 5 novembre 1927 venne inaugurato il monumento ai caduti situato in piazza del Popolo. La statua, alta circa 2 metri e sorretta da uno stabilimento granitico, è stata costruita da parti bronzee di cannoni austriaci. Nel 1942 il duce Benito Mussolini sbarca a Sassari per visitare e, dopo una tappa a Tempio Pausania ed il saluto in piazza Gallura, si recherà a La Maddalena passando per Calangianus, dove darà il suo saluto al popolo, acclamato da una gremita folla.
Superata la crisi degli anni trenta e la seconda guerra mondiale, Calangianus conosce un importante sviluppo: nel 1951 ha 6 342 abitanti, di 3806 vivono nel centro, 268 nei nuclei, 2158 nelle case sparse nello sterminato territorio comunale. Allo sviluppo dell'industria corrisponde un'ulteriore costruzione di opere pubbliche: le case popolari, il mercato civico, la nuova sede del Municipio. Nel 1961 gli abitanti sono 6500. L'industria del sughero si è radicata saldamente, nel 1977 avrà luogo qui la prima Fiera Mondiale del Sughero e nel 1979 Calangianus otterrà la classificazione come uno dei cento comuni più industrializzati d'Italia (in contemporanea, la frazione di Sant'Antonio di Calangianus diventa un comune autonomo). il primo Rapporto del CENSIS sulla situazione sociale della Sardegna l'ha classificata tra i 128 comuni “verdi” d'Italia a crescita integrata. Nella seconda metà del Novecento si contano a Calangianus oltre 300 laboratori e industrie dediti alla lavorazione del sughero. Non potendo seguire il modello monocentrico dell'antico nucleo abitato con le sue strade lastricate intorno a Lu Rizzatu, Lu Caponi e Santa Justa, il paese si espanderà lungo la strada per Luras e verso lo stadio, nella strada verso Telti. Sorgono così nuove strutture e quartieri, come Lu Campu e Lu Pinu. Sorgerà in questo periodo l'istituto tecnico industriale per l'artigianato Niccolò Ferracciu, il primo sorto in Europa con specializzazione sugheriera.

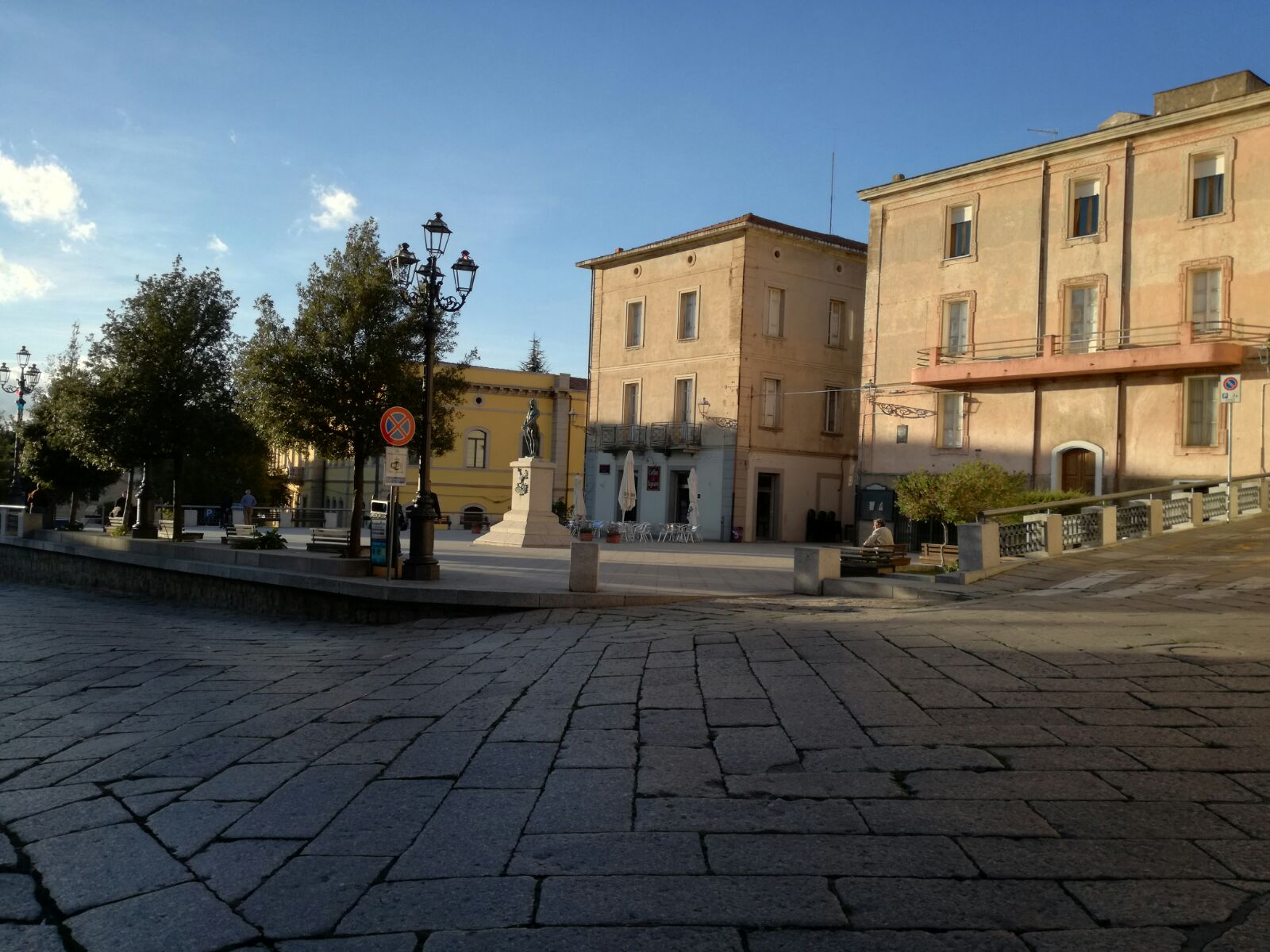
Piazza del Popolo di Calangianus

### Calangianus oggi
Nonostante la crisi economica abbia colpito particolarmente il reparto del sughero, Calangianus respira economicamente una serena aria di ripresa. La cronaca registra il 29 maggio 1992 il gemellaggio con il comune di Gensac La Pallue, in Francia.
Nel 1999 viene fondata a Calangianus l'azienda Plastwood, società che produce e commercializza particolari giocattoli magnetici per bambini di tutte le età, in seguito alla concessione sotto licenza di Claudio Vicentelli, fondatore della Geomag. La Plastwood è famosa per essere stata la prima azienda al mondo ad aver creato e sviluppato il gioco di costruzioni magnetiche, insediata nel Toy Building di New York e diventata presto una delle dieci principali aziende italiane produttrici di giocattoli. Nonostante la crisi, la società ha continuato a ottenere diversi riconoscimenti, tra cui “Giocattolo dell’anno” alla fiera di Mosca nel 2010, ed a lanciare nuovi prodotti nel mercato di Norimberga, Slovenia e nel resto d’Europa, facendo rinascere la nuova Plastwood Italia s.r.l. dalle ceneri della vecchia Plastwood.
Nel 2005 Calangianus entrerà a far parte della provincia di Olbia-Tempio, soppressa nel 2016, anno di rientro nell'amministrazione della provincia di Sassari (tuttavia nella Zona Omogenea della Gallura). Nel 2012 il distretto industriale del sughero di Calangianus, associato a quello di Tempio Pausania, conterà 677 imprese registrate.
Rilevante è il calo di popolazione subito negli ultimi anni dalle cittadine sarde, che non ha risparmiato Calangianus, a partire dagli anni 2000 (la popolazione, in 10 anni, è calata di quasi 1 500 abitanti).
Tra il 2010 ed il 2012 un progetto messo in atto da studenti del dipartimento di urbanistica di Alghero, facente capo all'Università degli Studi di Sassari, attraverso un sopralluogo presso il tratto calangianese dell'ex ferrovia Monti-Tempio, ha permesso la formazione del progetto "La Strada che Parla", un libro di Lidia Decandia e Leonardo Lutzoni finalizzato ad una riqualificazione delle aree interne al territorio, attraverso lo studio di ogni peculiarità storico-culturale facente capo alla vita negli antichi stazzi dell'agro di Calangianus, con l'aiuto di docenti di architettura ed urbanistica dell'università di Alghero e di tecnica urbanistica dell'Università La Sapienza di Roma. Conseguì la recente riqualificazione del tratto stradale di Tracchetta, con la formazione dell'odierno percorso ginnico professionale.
Il 1 dicembre 2016 il Cipe (Comitato Interministeriale per la Programmazione Economica) ha licenziato il progetto esecutivo di restauro dello stadio Signora Chiara, il cui finanziamento di 650.000 euro ha ottenuto il lasciapassare della Corte dei Conti il 14 aprile 2017. Partiti ufficialmente il 6 giugno 2018, i lavori di restauro hanno avuto come esito l'installazione di un prato sintetico di ultima generazione, il restauro e tinteggiatura di esterni ed interni (murature, tribune, copertura, barriere divisorie, aree verdi, percorsi di accesso), la dotazione di circa 400 seggiole gialle da montare sotto la tribuna coperta ed il collaudo dell'intera struttura. Anche il piano bar è stato totalmente rinnovato. Il nuovo stadio Signora Chiara è stato inaugurato ufficialmente il 13 marzo 2019, in occasione della gara tra Football Club Calangianus 1905 e Dorgalese.
Nel settembre 2022 Calangianus ha ospitato il 25th World Championship 5 Pins Individual Open, la venticinquesima edizione del campionato mondiale di biliardo all'italiana 5 birilli.